# Acacia martiusiana
Acacia martiusiana là một loài thực vật có hoa trong họ Đậu. Loài này được (Steud.) Burkart miêu tả khoa học đầu tiên.